# 三里屯街道

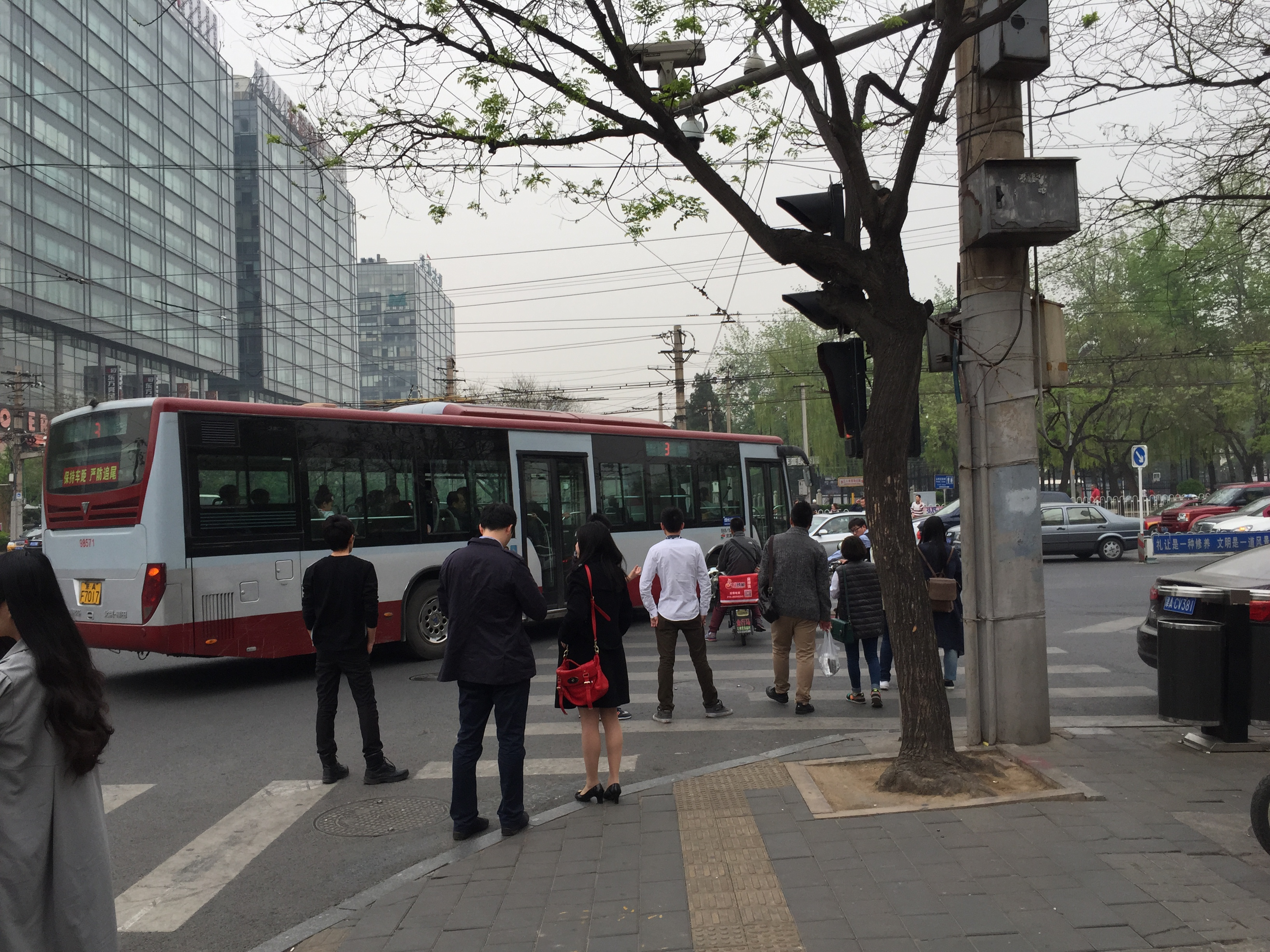
在工体东路路口转弯的巴士

三里屯街道，是中华人民共和国北京市朝陽區下辖的一个街道。

## 行政区划
三里屯街道下辖以下地区：
幸福一村社区、幸福二村社区、北三里社区、东三里社区、中三里社区、白家庄西里社区和中纺里社区。